# Hrvatski tjednik (Zadar)
Hrvatski tjednik, do 2013. Hrvatski list, hrvatski je politički tjednik.
Sjedište lista je u Zadru. Prijašnji naziv tjednika bio je Hrvatski list, a od 7. ožujka 2013. godine i broja 441 izlazi pod imenom Hrvatski tjednik. Prodaje se diljem Hrvatske, BiH te inozemstva. U 2023. godini bio je najprodavaniji hrvatski općeinformativni tjednik.

## Urednici
- Ivica Marijačić (2002. – danas) – glavni urednik i direktor
- Andrea Černivec (2002. – danas) – pomoćnica glavnog urednika
- Antonio Mlikota (2004. – danas) – grafički urednik

## Poznati suradnici
Do danas su članke za Hrvatski tjednik pisali Zoran Vukman, Damir Pešorda, Luka Podrug, Mirela Pavić, Sanja Bilač, Davor Domazet Lošo, Gojko Borić, Slobodan Lang, Slaven Letica, Ante Glibota, Christophe Dolbeau, Milan Vuković, Joško Čelan, Miljenko Pajalić, Vjekoslav Magaš, Ninoslav Mogorović, Sanda Ham, Nataša Bašić i drugi. Karikaturni strip na zadnjoj stranici crta Stiv Cinik.

## Poveznice
- Hrvatska novinska izdanja

## Vanjske poveznice
- Hrvatski list  Arhivirana inačica izvorne stranice od 28. siječnja 2013. (Wayback Machine) na mrežnim stranicama HIC-a
- Hrvatski tjednik dio izabranih tekstova na mrežnim stranicama HKV-a